# .at
.at – krajowa domena internetowa najwyższego poziomu przypisana dla stron internetowych z Austrii, działa od 1988 roku i administrowana przez NIC.AT.

## Domeny drugiego poziomu
- .ac.at — placówki oświatowe
- .gv.at — jednostki rządowe
- .or.at — organizacje pozarządowe
- .co.at — do zastosowań komercyjnych
- .priv.at — dla osób prywatnych

## Informacje dodatkowe
Ponieważ można rejestrować domeny bezpośrednio na drugim poziomie bez żadnych ograniczeń, domena jest często wykorzystywana do tworzenia domen takich jak angielskie słowa czy zwroty np. bo.at - łódka czy arrive.at - osiągać miejsce przeznaczenia.